# Estadi 30 de Juny
L'Estadi 30 de Juny (àrab: استاد 30 يونيو, Istād 30 Yūniyū) o Estadi de la Força Aèria (àrab: استاد الدفاع الجوي, Istād ad-Difāʿ al-Jawī) és un estadi esportiu de la ciutat del Caire, a Egipte.
Va ser construït el 2012 per la Força Aèria d'Egipte. Té una capacitat per a 30.000 espectadors i és la seu del club Pyramids FC. Va ser seu de la Copa d'Àfrica de Nacions 2019.
Vint-i-dos seguidors van morir el 8 de febrer de 2015 en enfrontaments amb la policia a les portes de l'estadi, en el partit entre els clubs Zamalek SC i ENPPI.